# Cazul dativ
În morfologia unor limbi flexionare și aglutinante, dativul (cf. termenul latinesc dativus, traducere a termenului grecesc cu sensul „caz referitor la actul de a da”) este un caz gramatical (ex. I-am dat colegei tale cărțile de spaniolă). Substantivul, alt cuvânt folosit cu valoare de substantiv sau pronumele care poartă morfemul acestui caz, denumește, respectiv reprezintă în mod tipic un animat sau un inanimat în favoarea sau în defavoarea căruia se efectuează o acțiune, are loc un eveniment sau există ceva. Din punct de vedere sintactic, un asemenea cuvânt îndeplinește mai ales funcția de complement indirect de atribuire, dar dativul mai exprimă o varietate de alte raporturi sintactice care depind și de limba considerată.
Sunt limbi flexionare cărora le lipsește declinarea sau păstrează numai urme ale ei. În gramaticile acestora nu este vorba de cazuri, prin urmare nici de cazul dativ. Astfel sunt, de pildă, limbile romanice, în afara românei, sau limba engleză. În aceste limbi, de regulă prepoziții sunt cele care exprimă raporturile sintactice exprimate de dativ.

## Forma de dativ în câteva limbi
În limbile cu declinare, fie flexionare sau aglutinante, toate cazurile sunt, în general, exprimate prin desinențe, cu diferențe între limbile flexionare și cele aglutinante privitor la caracterul desinențelor.
Într-o limbă aglutinantă cum este maghiara, de exemplu, cazul dativ se exprimă printr-o desinență care este numai a lui, și este aceeași pentru toate cuvintele părți de vorbire nominale (substantive, adjective, pronume, numerale, cu o particularitate la pronumele personal), fie că se adaugă direct la radical sau după alt(e) sufix(e). Desinența de dativ este -nak/-nek, cu aceste două variante, folosite conform regulilor armoniei vocalice. Desinența se poate adăuga direct la radical, ex. Kinek telefonálsz? „Cui îi dai telefon?”. Pentru a obține un cuvânt la dativ plural, mai întâi radicalului i se adaugă sufixul de plural, apoi desinența de dativ: gyermek „copil” + -ek → gyermekek „copii” + -nek → gyermekeknek „unor copii”. Dacă cuvântul la dativ este obiect posedat, primește mai întâi sufixul care exprimă persoana posesorului, apoi desinența de dativ: Jó barátomnak tartalak „Te consider un prieten bun (al meu)” (barát + -om + -nak).
În diasistemul slav de centru-sud, care cuprinde limbi flexionare (bosniacă, croată, muntenegreană, sârbă, pe scurt BCMS) cu o declinare relativ dezvoltată, dativul se exprimă prin mai multe desinențe, în funcție de gen și număr, iar acestea nu sunt proprii numai dativului. Spre exemplu, iată desinențele de dativ ale substantivelor și adjectivelor din clasele de declinare cu cele mai multe cuvinte:
- -u pentru substantivele la masculin și neutru singular, precum și pentru adjectivele la masculin și neutru singular, forma scurtă: jelenu „unui cerb” sau „cerbului”[11], kolu „unei roți”, zelenu „verde”;
- -ima pentru substantivele la masculin și neutru plural (desinență comună cu cazurile instrumental și locativ): jelenima „unor cerbi/cerbilor”, kolima „unor roți/roților”;
- -i pentru substantivele la feminin singular: ženi „unei femei/femeii”;
- -ama pentru substantivele la feminin plural (comună cu instrumentalul și locativul): ženama „unor femei/femeilor”;
- -ōm(e)[12] pentru adjectivele la masculin și neutru singular, forma lungă (comună cu locativul): zelenōm(e)[13];
- -ōj pentru adjectivele la feminin singular, forma lungă și forma scurtă (comună cu locativul): zelenōj;
- -īm(a) pentru adjectivele la masculin, neutru și feminin plural, forma scurtă și forma lungă (comună cu instrumentalul și locativul): zelenīm(a).

Și în limba română există declinare, dar este relativ redusă față de cea din limbi precum BCMS. Dintre substantive și adjective au desinență de dativ numai femininele, aceeași la singular și la plural, și comună cu genitivul și cu nominativul plural: unei/unor case, unei/unor flori, unei/unor cafele. În plus, -e se mai găsește și la neutru plural, iar -i și la masculin și neutru plural. Au formă de dativ articolele, pronumele și adjectivele pronominale. Dativul se distinge mai bine datorită articolelor și adjectivelor pronominale ce determină substantivele, deși formele de dativ ale acestora sunt și ele comune cu genitivul: unui pom, unor pomi, unui scaun, unor scaune, unei case, unor case, pomului, pomilor, scaunului, scaunelor, casei, caselor etc.
Formele de dativ ale unor pronume prezintă anumite asemănări cu cele ale substantivelor și/sau adjectivelor, și unele deosebiri față de acestea. O situație mai aparte în limbile menționate aici o are pronumele personal, la care forma de dativ este cu totul diferită de cea de nominativ. Și limbi care au pierdut declinarea păstrează vestigii ale acesteia la pronumele personal. Exemple la persoana I singular:
| Limbă    | Forma de nominativ | Formele de dativ | Formele de dativ |
| Limbă    | Forma de nominativ | accentuată       | neaccentuată     |
| -------- | ------------------ | ---------------- | ---------------- |
| română   | eu                 | mie              | îmi / -mi / mi-; |
| BCMS     | ja                 | meni             | mi               |
| franceză | je                 | –                | me, m’           |
| engleză  | I                  | me               | me               |

În maghiară, forma de nominativ la această persoană este én „eu”, dar dativul se formează din desinența generală de dativ, varianta -nek + sufixul posesiv de persoana I singular -em → nekem „mie”. Prin acest procedeu se formează dativul tuturor pronumelor personale, prin aplicarea sufixelor posesive de diferite persoane: neked „ție”, nekünk „nouă” etc.

## Folosirea cazului dativ

### Fără cuvânt gramatical
Cazul dativ este în primul rând cel al complementului indirect numit de atribuire. Acest fel de complement indirect este în mod specific, fără cuvânt gramatical (prepoziție sau postpoziție), cel al verbelor al căror sens este legat de ideea generală de „a da”. Exemple:
ro  I-am dat colegei tale cărțile de spaniolă;
sr  Pružite šansu mladima „Dați o șansă tinerilor”;
hu  Csillának adtam egy könyvet „I-am dat Csillei o carte”.
Apropiat ca sens de complementul indirect de mai sus este cel subordonat unor verbe cu sensul legat de cel de „a se adresa”:
ro : Le-am spus studenților că examenul va fi greu;
hr : On je udvarao lijepoj Olgi „El îi făcea curte frumoasei Olga”;
hu : Kinek telefonálsz? „Cui îi dai telefon?”
Complement indirect în dativ pot avea și unele adjective, mai ales cele în funcție de nume predicativ:
ro : Obiectul acesta îi este folositor medicului?;
bs : Bio je čovjek odan Bogu „Era un om devotat lui Dumnezeu”;
hu : Zsófiának fontos minden nap zongoráznia „Este important pentru Zsófia să cânte la pian în fiecare zi”.
Dativul poate avea și sens posesiv. În limba latină, dativul posesiv exprimă posesorul ca subiect logic al propoziției: Mini liber est „Am o carte” (literal „Mie carte este”). Limba română a păstrat din latină urme ale acestui dativ în expresii verbale ca mi-e dor, mi-e foame, mi-e milă, mi-e sete etc..
În română și în BCMS există o construcție posesivă cu pronumele personal formă neaccentuată la dativ, echivalentă cu construcția posesivă cu adjectiv posesiv:
ro  Unde ți-e soțul?;
cnr  Đe su mi naočare? „Unde-mi sunt ochelarii?”
Alt tip de dativ posesiv în română aparține limbii literaturii beletristice. Este cel al substantivului, al pronumelui personal ori al celui reflexiv, formă neaccentuată, cu funcție de atribut, ca în exemplele „Tu frate planșetelor noastre / Și răzvrătirii noastre frate” (Octavian Goga), „În zadar copacii crengile-și plecau / Și zăpada-n cale-mi pe rând scuturau” (Vasile Alecsandri).
În maghiară, construcția posesivă de tipul mini liber est este generală: Gyulának két húga van „Gyula are două surori” (lit. „Lui Gyula două soră este”). În această limbă mai este încă o construcție posesivă cu dativul, uneori facultativ în loc de nominativ: a rendező(nek a) filmjei „filmele regizorului
Dativul numit etic indică persoana interesată afectiv în ceea ce exprimă verbul și nu îndeplinește vreo funcție sintactică, ci numai stilistică:
ro : Pe unde mi-ai umblat până acum?;
cnr : Da si ti meni živ i zdrav! „Să-mi trăiești și să-mi fii sănătos!”;
hu : Csukja be nekem ezt az ajtót! « Închideți-mi ușa asta! ».
Dativul fără cuvânt gramatical mai are și alte folosiri, care nu se găsesc în toate limbile menționate aici.
În română mai există cu funcțiile de:
- complement circumstanțial de mod comparativ: Comportamentul tău e asemenea comportamentului unui copil de cinci ani![24];
- complement circumstanțial de loc: „Agripina se opri locului” (Gala Galaction)[3];

În BCMS:
- complement de loc ce exprimă țelul unei deplasări: krenuti svojoj kući „a porni spre casă”;
- dativul numit al utilității și cel al daunei: služba domovini „serviciul pentru patrie”, oteti slabima „a lua de la cei slabi”;
- exprimarea persoanei care poate sau trebuie să facă ceva: Što nam je činiti? „Ce avem (noi) de făcut?”;
- dativul numit emfatic, prezent mai ales în jurăminte: Duše mi! „Pe sufletul meu!”

În maghiară:
- complement corespunzător elementului predicativ suplimentar din română: Fekete Gyulának hívják „Îl cheamă/Se numește Gyula Fekete”, Fáradtnak látszol „Arăți obosit”, Jó barátomnak tartalak „Te consider un prieten bun (al meu)”;
- complement corespunzător unor nume predicative din română: Unalmasnak találtam a cikket „Articolul mi s-a părut plictisitor”;
- complement corespunzător subiectului propoziției subiective subordonate verbului „a trebui”: Gábornak tanulnia kell ma este „Gábor trebuie să învețe deseară”.

### Cu cuvânt gramatical
În română, dativul este cerut de trei prepoziții sinonime, exprimând complemente circumstanțiale instrumentale:
Am obținut aceste rezultate datorită ajutorului tău;
Am ajuns acasă mai devreme grație bunăvoinței dumneavoastră;
Mulțumită eforturilor voastre am ocupat locul întâi.
În BCMS:
Svi su se okrenuli ka gradu „Toți s-au îndreptat către oraș”;
Zaputio sam se prema izlazu iz dvorane „Am pornit către ieșirea din sală”;
Postupili su nasuprot njegovoj želji „Au procedat împotriva dorinței lui”;
Uprkos velikoj vrućini bili smo na igralištu „În ciuda căldurii mari am fost pe terenul de joc”;
To bijaše protivno njegovoj volji „Asta era împotriva voinței lui”.
În maghiară sunt foarte puține postpoziții folosite cu dativul :
Bartóknak köszönhetően mindenki hallott a magyar zenéről „Mulțumită lui Bartók, toată lumea a auzit de muzica maghiară”;
A dolgok elképzeléseinknek megfelelően alakultak „Lucrurile au evoluat conform previziunilor noastre”.